# Therese McKinnon
Therese McKinnon était une actrice canadienne née le 12 mai 1900 et morte le 30 mai 1990 qui a joué le personnage d'Aurore Gagnon dans la pièce de théâtre Aurore, l'enfant martyre, dès 1936.